# Chomętowo, Hạt Świdwin
Chomętowo [xɔmɛnˈtɔvɔ] (trước đây là Gumtow của Đức) là một ngôi làng thuộc khu hành chính của Gmina Brzeżno, thuộc quận Świdwin, West Pomeranian Voivodeship, ở phía tây bắc Ba Lan. Nó nằm khoảng 5 kilômét (3 mi) phía đông bắc Brzeżno, 8 km (5 mi) về phía đông nam của Świdwin và 90 km (56 mi) về phía đông bắc của thủ đô khu vực Szczecin.